# Kaga (repülőgép-hordozó)
A Kaga (japánul: 加賀) egy eredetileg Tosza-osztályú csatahajónak épített japán hadihajó volt, melyet repülőgép-hordozóvá építettek át. A második világháború csendes-óceáni hadszínterén fontos hadműveletekben vett részt, beleértve Pearl Harbor bombázását, míg végül a midwayi csatában amerikai zuhanóbombázók súlyosan megrongálták, és mivel a mentésére, illetve elvontatására nem maradt esély, az égő roncsot egy japán romboló parancsra két torpedójával elsüllyesztette.

## Története

### Építése és átépítése
A Kagat Tosza osztályú csatahajóként kezdték el építeni, és 1921. november 17-én bocsátották vízre. A washingtoni flottaegyezmény miatt 1922. február 5-én mindkét Tosza osztályú csatahajó építését félbeszakították. Az egyezmény viszont engedélyezte hogy két csatahajót átépítsenek repülőgép-hordozóvá. Az átépítésre a befejezetlen Amagi és Akagi csatacirkálókat választották, de az 1923-as nagy kantói földrengés olyan súlyosan megrongálta az Amagi hajótestét hogy azt le kellett bontani, és helyette a Kagat építették át repülőgép-hordozóvá. A Kaga átépítése 1923-ban kezdődött és 1928 márciusára lett kész. 1930-ban került a flottához.
A Kaga szilárd, hatalmas hajótestére egy háromemeletes hangárt építettek. A felszálló-fedélzet a hajó hosszának kétharmadát foglalta el, és a szabadon maradt orr-részen kialakítottak egy kisebb felszállópályát vadászrepülőgépeknek. A Kaga fedélzete fölé nem emelkedett sem felépítmény, sem füstelvezető kémény: a füstöt több, majdnem száz méter hosszú kéményen vezették el, amik egészen a tatig húzódtak a hajótest két oldalán.A Kaga-t 1934 és 1935 között átalakították. A rövid orr-részen lévő fedélzetet megszüntették, és a felszállópályát meghosszabbították. Ennek köszönhetően másfélszeresére nőtt a szállítható repülőgépek száma: 60-ról 90-re. Mint ahogyan az angol Furious-on is, úgy ezen is megjelent a kis felépítmény a fedélzet jobb oldalán. Az orr-részen lévő ágyútornyokat leszerelték és kazamatákba rakták. A modernizáció során a Kaga hosszú  vízszintes kéményeit leszerelték, viszont sokkal nagyobb teljesítményű hajtóművet kapott (127 000 LE, az addigi 91 000 LE helyett). Ennek köszönhetően a sebessége elérte a 28,5 csomót. Ezután az 1. hordozóhadosztályhoz került. Részt vett a kínai háborúban.

### Tevékenysége a második világháborúban

#### Pearl Harbor és a csendes-óceáni japán előrenyomulás
1941 decemberében részt vett Pearl Harbor elleni támadásban, 1942 januárjában pedig Rabaul inváziójában. Február 19-én Darwinra mért légicsapást, valamint 9 hajót süllyesztett el. Márciusban Jávát támadta. Ezután visszatért Japánba javításra.

#### Midwayi csata
A Kaga 1942. május 27-én hagyta el a japán partokat a midwayi küldetésre indulván az Akagi, a Hirjú és a Szórjú repülőgép-hordozókkal képzett csapásmérő magasabbegységként. A fedélzetén a saját hadrendjéhez tartozó 27 db A6M Zero, 20 db Aicsi D3A és 27 db Nakajima B5N repülőgéppel és számos, a hadművelet további kivitelezéséhez szükséges, más egységekbe beosztott további repülőegységekkel vette útját – igen szigorú rádiócsendben – Midway irányába.

##### Megsemmisülése
1942. június 4-én a midwayi csatában amerikai repülőgépektől súlyos sérüléseket szenvedett el. A Kaga találatot kapott a hátsó emelődaru mellett és felgyújtotta a hálótermeket. Egy másik bomba közvetlenül a híd előtt egy tartálykocsit talált el, melynek közelében állt Okada Dzsiszaku sorhajókapitány, a Kaga kapitánya is. A tartálykocsiból kirobbanó égő üzemanyag elöntötte a parancsnoki hidat, megölve az összes ott tartózkodó tisztet. Az elülső felvonónál és a hajó közepe táján találó bombák átütötték a fedélzetet és a felső hangárban robbantak. A feltankolt és lőszerrel, robbanóanyagokkal ellátott repülőgépek további tüzeket és robbanásokat okoztak. Eltépték az repülőbenzin utántöltő csöveit, tönkretették az elülső és hátsó tűzoltórendszereket, eltépték az elektromos vezetékeket és ezzel megakadályozták a szén-dioxidos oltórendszer használatát. A lángolva ömlő repülőbenzin a hajó minden zugát átjárta, így a Kagán kitörő tüzet nem lehetett megfékezni. A 36 000 kilogrammnyi torpedó, bomba és egyéb robbanóanyag detonációja teljesen feltépte a hajó oldalát a hangárok mentén.
A Nautilus tengeralattjáró még 11:45-kor felismert egy égő hordozót, melyet lassan megközelített. 12:53-kor látták, hogy két cirkáló sürög körülötte és a tüzek mintha kialudtak volna, miközben az elülső fedélzeten emberek dolgoznak, valószínűleg a vontatás előkészítésén. A kapitány és másodtisztje hosszas töprengés után a Szórjúként azonosították a hordozót és 13:59-től 14:05-ig három torpedót lőttek ki rá. A hajón újra fellángoltak a tüzek és ezért elégedetten állapították meg a találatokat. A Nautilus ezután alámerült. Valójában azonban a Kagát torpedózták meg, melyen Kuszanida korvettkapitány és a körülötte álló legénység világosan látta  a közeledő torpedókat. Az első közvetlenül a hajó orra előtt, a második közvetlenül a tat mögött ment el. A harmadik eltalálta a hordozót, de befulladt. A robbanófej letört az ütközéstől és a magukat vízbe vető matrózok káromkodva ököllel verték a torpedótestet. Az újra feléledő tüzet Kuszanida haváriabrigádja nem tudta megfékezni. A vízbe ugráló legénységet a Hagikaze és a Maikaze romboló 14:00 és 17:00 között kimentette, majd a Kagát két torpedóval 19:25-kor elsüllyesztették.

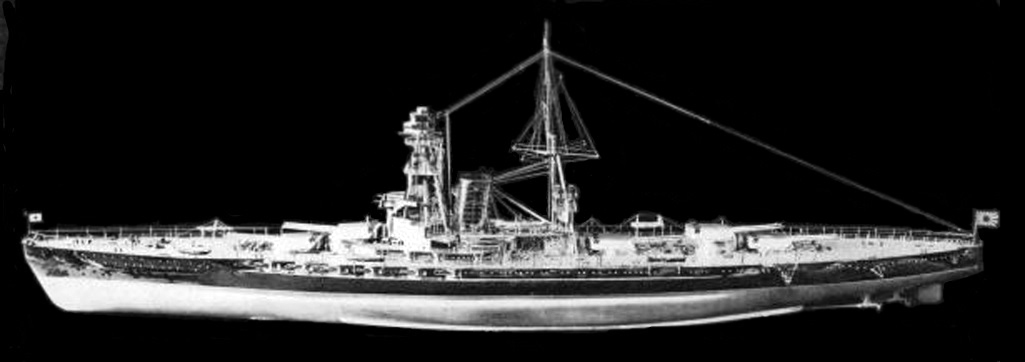
A Kaga modellje, eredeti tervei szerint, csatahajóként
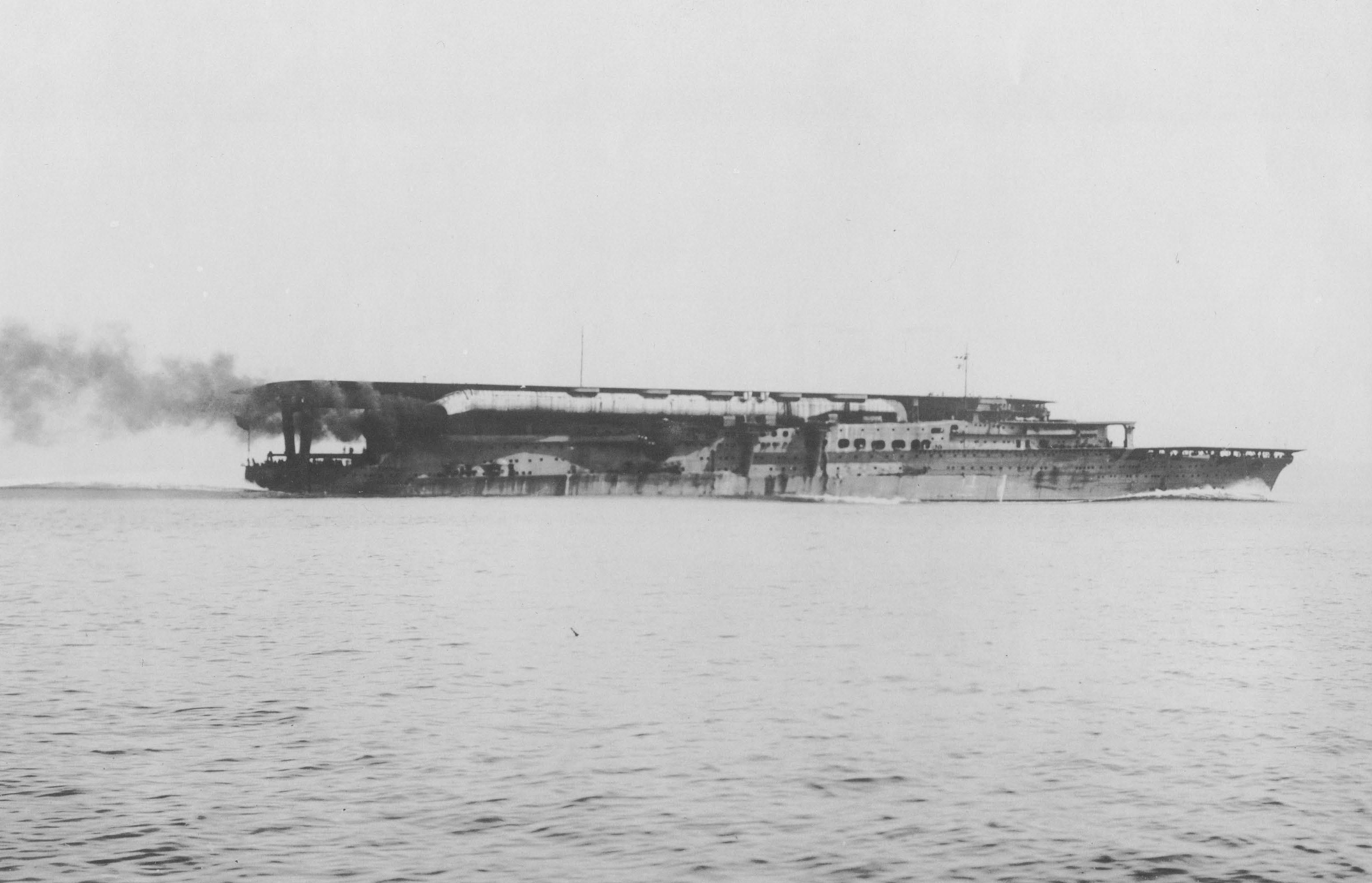
A japán Kaga repülőgép-hordozó tengeri próbaútján, 1928-ban
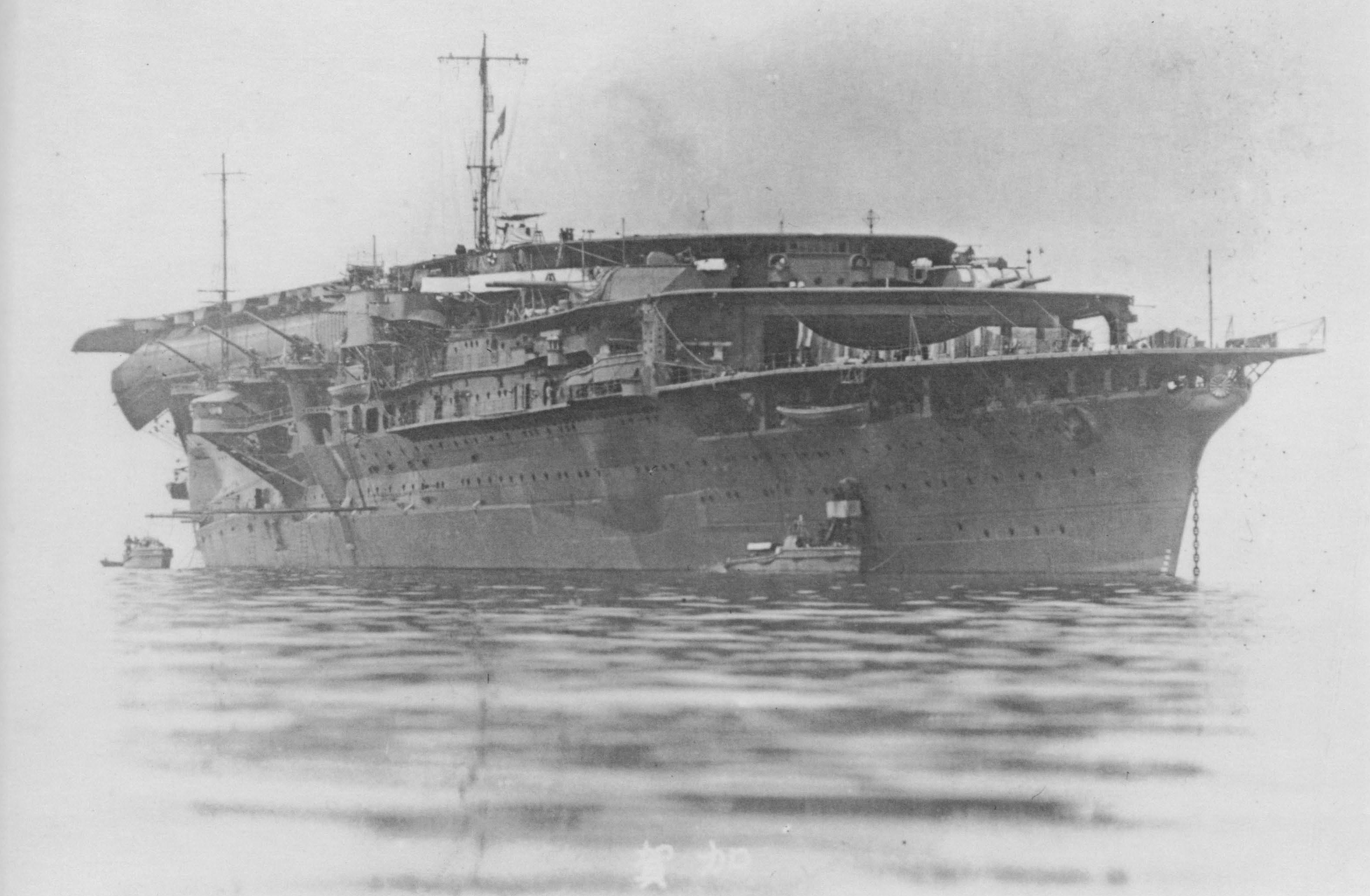
A japán Kaga repülőgép-hordozó 1930-ban, még három fedélzettel
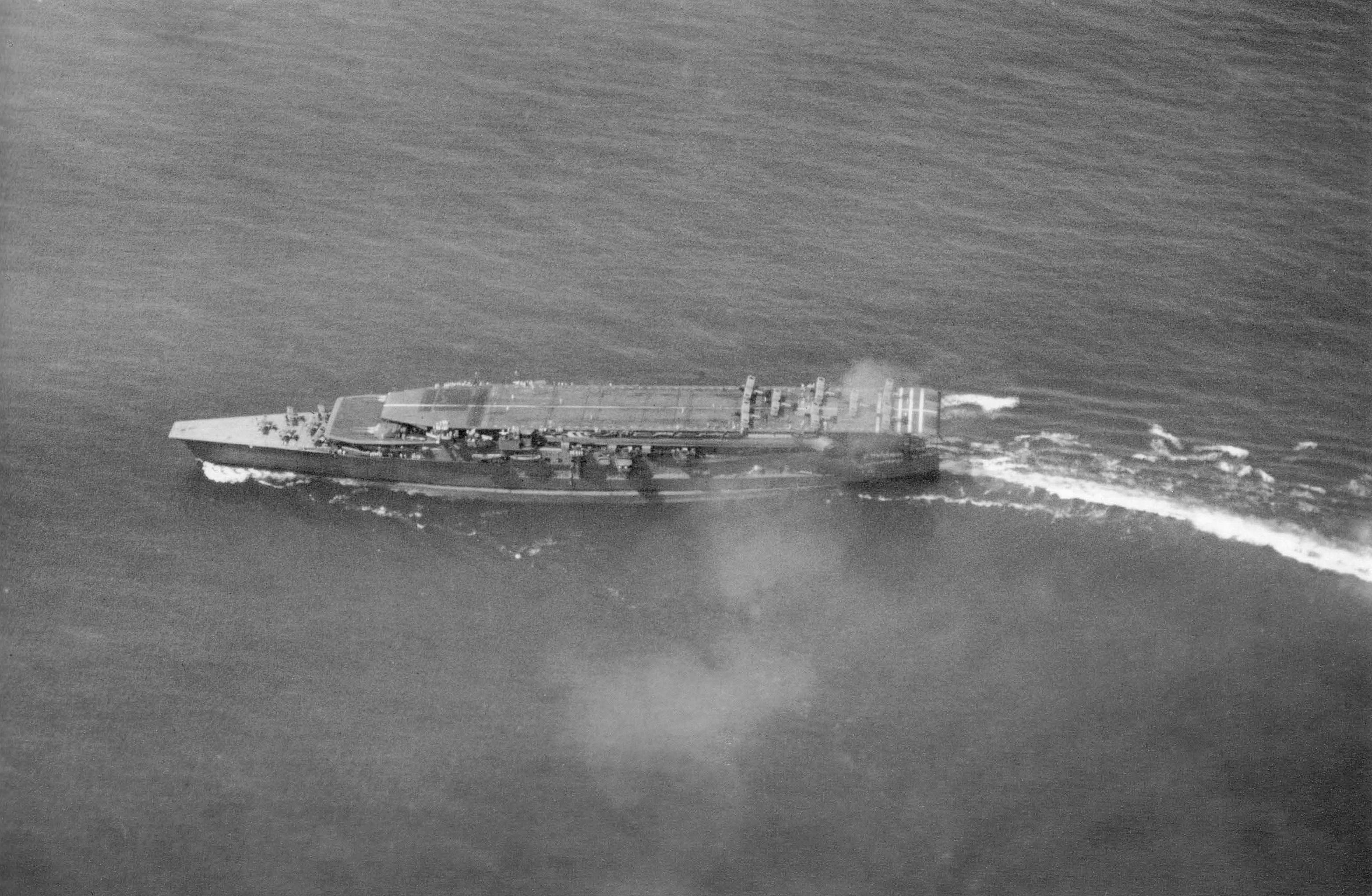
A japán Kaga repülőgép-hordozó 1930-ban. Jól megfigyelhető eredeti, sikertelen, három fedélzetes kialakítása
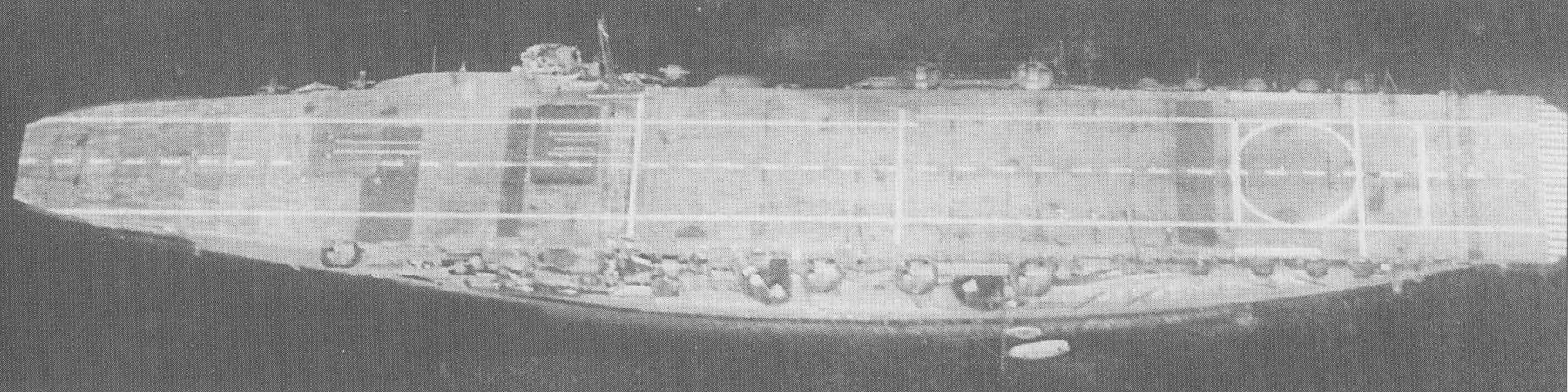
A japán Kaga repülőgép-hordozó átépítése és korszerűsítése után, egyetlen repülőfedélzettel

## Utóélete
Roncsait 2019-ben találták meg a Hawaii-szigetektől északnyugatra 5400 méter mélyen.